# فرانك وارنر (محرر الصوت)
فرانك وارنر (بالإنجليزية: Frank Warner)‏ هو محرر الصوت أمريكي، ولد في 27 مارس 1926 في لوس أنجلوس في الولايات المتحدة، وتوفي في 31 أغسطس 2011 في سيدونا في الولايات المتحدة.

## وصلات خارجية
- فرانك وارنر على موقع IMDb (الإنجليزية)
- فرانك وارنر على موقع قاعدة بيانات الفيلم (الإنجليزية)